# Sívó József (hegedűművész)
Sívó József (Arad, 1931. november 26. – Bécs, 2007. augusztus 13.) cigány származású magyar hegedűművész, a Bécsi Filharmonikusok koncertmestere és több évtizeden át a Bécsi Zeneakadémia professzora.

## Életpályája
Zenész családban született, apai ágról nagybátyja a híres Magyari Imre zenekarában játszott. Hároméves korában kezdett hegedülni első tanára édesapja volt, első igazi tanára pedig George Enescu volt. Budapesten folytatta tanulmányait Országh Tivadarhoz került és ő készítette fel a Zeneakadémiára. 16-17 évesen felvételt nyert a Zeneakadémiára, ahol Rados Dezső lett a mestere. Barátja és riválisa volt Banyák Kálmán akivel a Zeneakadémián ismerték meg egymást. A Bartók teremben a Forradalom napján 1956. október 23-án adott koncertet hatalmas sikerrel.
Sívó József nem disszidált Magyarországról, hanem elüldözték, 1956. december 13-án behívták a Kultuszminisztériumba és közölték vele, hogy másnap el kell hagynia az országot.
Részlet Szőke Cecília: Philharmonia Hungarica című könyvéből 
Én nem akarok elmenni! Azon kívül, hogy bridzseltem, nincs semmi bűnöm. Én egy békés ember vagyok. Miért kellene nekem elmenni?
- Nézd, Jóska – mondták– nagyon félünk attól, hogy a tehetséges embereket összeszedik és elviszik a Szovjetunióba.
- Ja, akkor megyek.
1956. december 13-át írtunk. … A Magyar Nagykövetségről vártak a határon, beültettek egy dzsipbe, és Bécs belvárosában kitettek. Tél volt, ronda, hideg tél, én a Brahms szobor alatt aludtam éjjel, a hegedűmmel a fejem alatt. Reggel felkeltem, tele voltam hóval. Az Operával szemben, a jobb oldalon az utcában volt egy hangszerész. Ez az én világom! Németül még nem beszéltem 
Bécsben Ricardo Odnoposoff karolta fel a tehetséges muzsikust felvette a Bécsi Zeneakadémiára ösztöndíjjal, 1957-ben részt vett a Philharmonia Hungarica zenekar megalakulásában Konzerthausban egy fergeteges bemutatkozó koncertet adtak, alapító karmestere Rozsnyai Zoltán volt, szólistája Starker János a világhírű csellóművész, Látva a zenekar művészi minőségét, Yehudi Menuhin is a magyar muzsikusok mellé állt - következő hangversenyükön ő volt a szólista, Bartók hegedűversenyét játszotta 1958-ban rendezték meg a Concours International d'Execution Musicale de Genève a híres Genfi versenyt itt 2-ig helyezést ért el. A Verseny után az Osztrák államtól állampolgárságot kapott, ezután 1959-ben jelentkezett a Filharmóniához felvették mint tuttista hegedűst, utána első hegedűse, 1963-tól koncertmestere lett a Zenekarnak. Ez idő alatt számos világhírű karmesterrel dolgozott együtt többet között Herbert von Karajannal, világhírű hegedűművészekkel kötött barátságot: David Ojsztrah, Komlós Péter, Nathan Milstein, Henryk Szeryng stb.
1960-ban Paganini Competition Versenyen 6. helyezést ért el. 1972-ben vált meg a Bécsi Filharmóniától hogy folytassa szólista karrierjét, ez idő alatt megfordult a világ számos koncertpódiumán játszott New-Yorkban a híres Carnegie Hall-ban, számos rádió és nagylemeze jelent meg szerte a világban. 1970-es évek közepén felkérést kapott a Bécsi Zeneakadémia Professzori tanár tisztének betöltésére.

## Díjak, elismerések
- 1958-Concours International d'Execution Musicale de Genève 2. helyezés
- 1960-VII.Paganini Competition 6. helyezés

## Hang és kép
- Mozart Eine kleine Nachtmusik Romanze K.525
- George Szell & Wiener Philharmoniker - Orchestra Concert of 1966